# Josef Anton Strassgschwandtner
Josef Anton Strassgschwandtner (* 17. Oktober 1826 in Wien; † 3. Mai 1881 ebenda, auch: Tony Strassgschwandtner)  war ein österreichischer Pferde-, Militär-, Jagd- und Genremaler sowie Lithograf.

## Leben
In den Jahren 1843/45 war Strassgschwandtner Schüler der Wiener Akademie unter Leopold Kupelwieser und Franz Steinfeld, wurde aber auch durch August von Pettenkofen, Carl Schindler und die zeitgenössischen französischen Militärlithografen beeinflusst. Man nannte ihn auch den „österreichischen Raffet“ (nach dem französischen Lithografen Denis-August-Marie Raffet (1804–1860)).
Strassgschwandtner malte hauptsächlich Militär- und Jagdszenen. Er erfreute sich bei seinen Auftraggebern, zu denen Privatpersonen, Jagdverbände, Pferdeliebhaber, aber auch die k.u.k.-Armee gehörte, großer Beliebtheit und war dementsprechend produktiv. 1879 verfiel der Maler in geistige Umnachtung, zwei Jahre später verstarb er in seiner Heimatstadt Wien.
Die seit 1889 nach ihm benannte Straßgschwandtnerstraße befindet sich im 14. Wiener Gemeindebezirk Penzing zwischen der Hütteldorfer Straße und der Dreyhausenstraße.

## Werke (Auswahl)
Gemälde
- Reiterkampf Öl auf Leinwand, datiert 1840[2]
- Schlacht von Solferino am 24. Juni 1859: Gefecht zwischen k.k. Husaren und französischen Truppen. Öl auf Leinwand, 83 × 100 cm, Heeresgeschichtliches Museum, Wien.
- Österreichischer Infanterist 1849 auf Wachposten im Feldzug gegen das aufständische Ungarn. 1849. Öl auf Leinwand, 38 × 27 cm, Heeresgeschichtliches Museum, Wien
- Pferde auf der Weide Aquarell, 22×32,5 cm
- Auf der Requisition Öl auf Leinwand, 1856, 66 × 50 cm Kunsthistorisches Hofmuseum, Wien und Kehrichtwagen Öl auf Holz, 1856, 36,5×22,5, Privatbesitz[3]

Grafik
- Die k.k. österreichische Armee nach der neuesten Adjustierung, Wien 1851 (gemeinsam mit August von Pettenkofen)

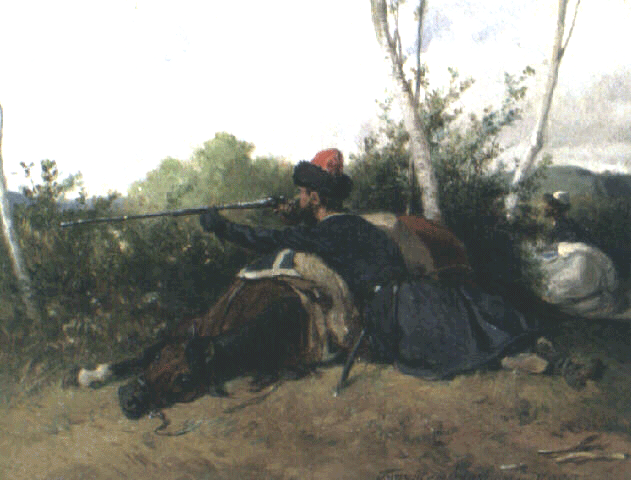
Kosak auf Lauer
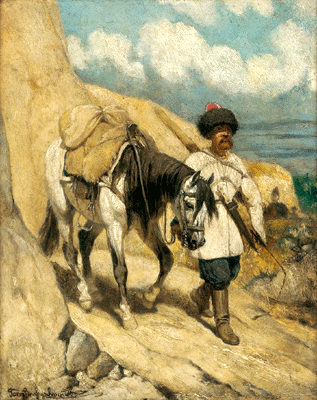
Kosak mit Pferd
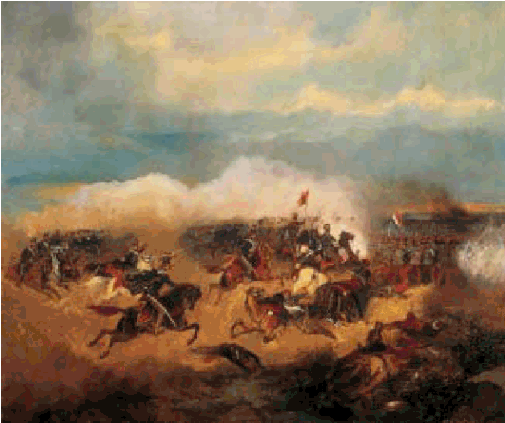
Husarenattacke bei Solferino
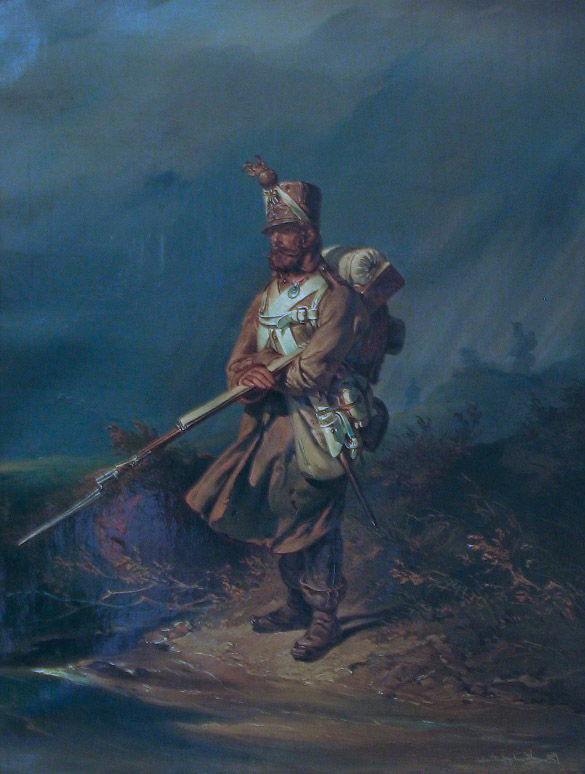
Österreichischer Infanterist, 1849